# Víctor Peralta
Víctor Peralta, född 6 mars 1908 i Buenos Aires, död 25 december 1995, var en argentinsk boxare.
Peralta blev olympisk silvermedaljör i fjädervikt i boxning vid sommarspelen 1928 i Amsterdam.